# جيم وارد (مغني)
جيم وارد (بالإنجليزية: Jim Ward)‏ هو عازف بيانو ومغني أمريكي، ولد في 19 سبتمبر 1976 في إل باسو في الولايات المتحدة.

## وصلات خارجية
- جيم وارد على موقع ميوزك برينز (الإنجليزية)
- جيم وارد على موقع ديسكوغز (الإنجليزية)